# Kasteel Sint-Maarten
Kasteel Sint-Maarten (ook bekend als Chateau Pironne) is een 19e-eeuws kasteel gelegen in Sint-Niklaas, België. Het kasteel wordt omringd door een landschapspark van 3,5 hectare en doet sinds 2022 dienst als evenementenlocatie.

## Geschiedenis
Kasteel Sint-Maarten werd in 1841 gebouwd in neoclassicistische stijl en stond lange tijd bekend als 'het witte kasteel'. Tijdens de bevrijding van België in 1944 werd het tijdelijk gebruikt door de Brigade Piron, een Belgische infanterie-eenheid die zich hier voorbereidde op de Bevrijding van Nederland. In 1952 kwam het kasteel in handen van defensie, die het gebruikte als officiersmess voor het nabijgelegen militair kwartier Westakkers. Na het vertrek van het leger in 2003 stond het domein jarenlang leeg, wat leidde tot verval. In 2020 onderging het kasteel een grondige renovatie en werd het uitgebreid met een oranjerie. Als eerbetoon aan de Brigade Piron kreeg het de naam 'Chateau Pironne'.

## Architectuur
Kasteel Sint-Maarten is gebouwd in neoclassicistische stijl, met een symmetrische gevel en witte bepleistering. De moderne oranjerie, grotendeels uit glas opgetrokken, biedt uitzicht op de omliggende tuinen. Het domein omvat verder een vijver, een terras en een verlicht bospad van 75 meter.